# Cisterna àrab de Castellnou

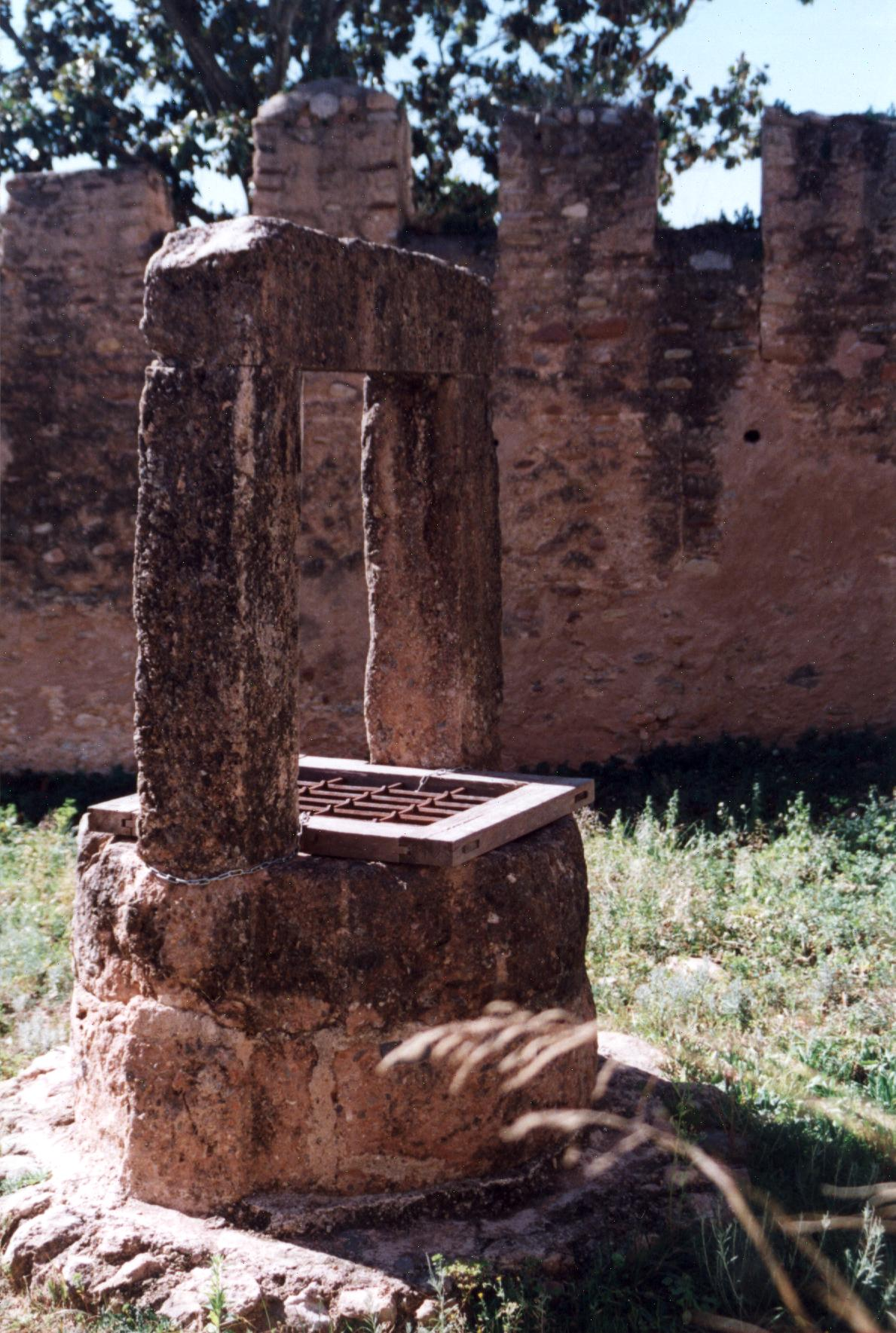
La cisterna àrab de Castellnou

La Cisterna àrab és una construcció d'origen hispanoàrab de la població de Castellnou (o Castellnou de Sogorb) en la comarca valenciana de l'Alt Palància.
Aquest edifici, de construcció islàmica, ha perdurat fins als temps presents. La cisterna la formen una escala, una cambra subterrània i un dipòsit circular situat en l'angle format per l'escala i la càmera. L'escala té dos trams, el primer descendeix des de la superfície del terreny amb gran pendent, té 32 esglaons i el segon 8 esglaons. La càmera té 4,50 m de llarga per 2,25 m. d'ampla, amb una altura de 4 metres fins a l'arrencada de la volta. Aquest és el recinte que es troba en la cota més baixa de l'edifici, i és aquí on està situat el sistema per a l'extracció de l'aigua: sortida i pileta, la qual està parcialment encastada en un nínxol que forma cavitat d'arc de mig punt perfecte i està format per carreus. El dipòsit és de planta circular de 6 m de diàmetre i amb una altura de 9,10 m. fins al nivell de la superfície. Les parets són de maçoneria. L'interior del dipòsit va ser revestit diverses vegades amb morter de calç per a protegir, sanejar i evitar al mateix temps filtracions.
La capacitat del dipòsit és de 200.000 litres aproximadament, i les aigües que s'emmagatzemaven provenien de la Font del Lugar mitjançant una séquia que travessa Castellnou fins a arribar aquí.
La Cisterna de Castellnou és sens dubte un dels millors exemplars conservats d'enginyeria hidràulica islàmica d'aquest tipus en la comarca de l'Alt Palància.

## Imatges

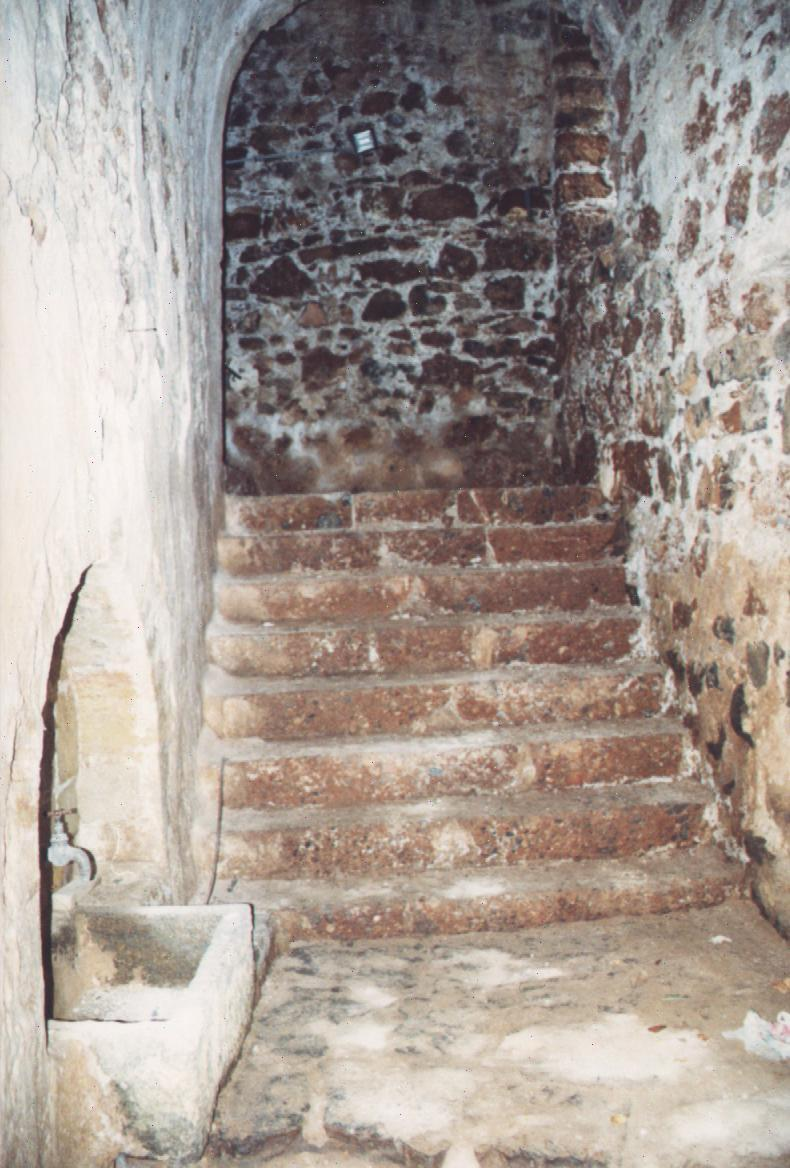
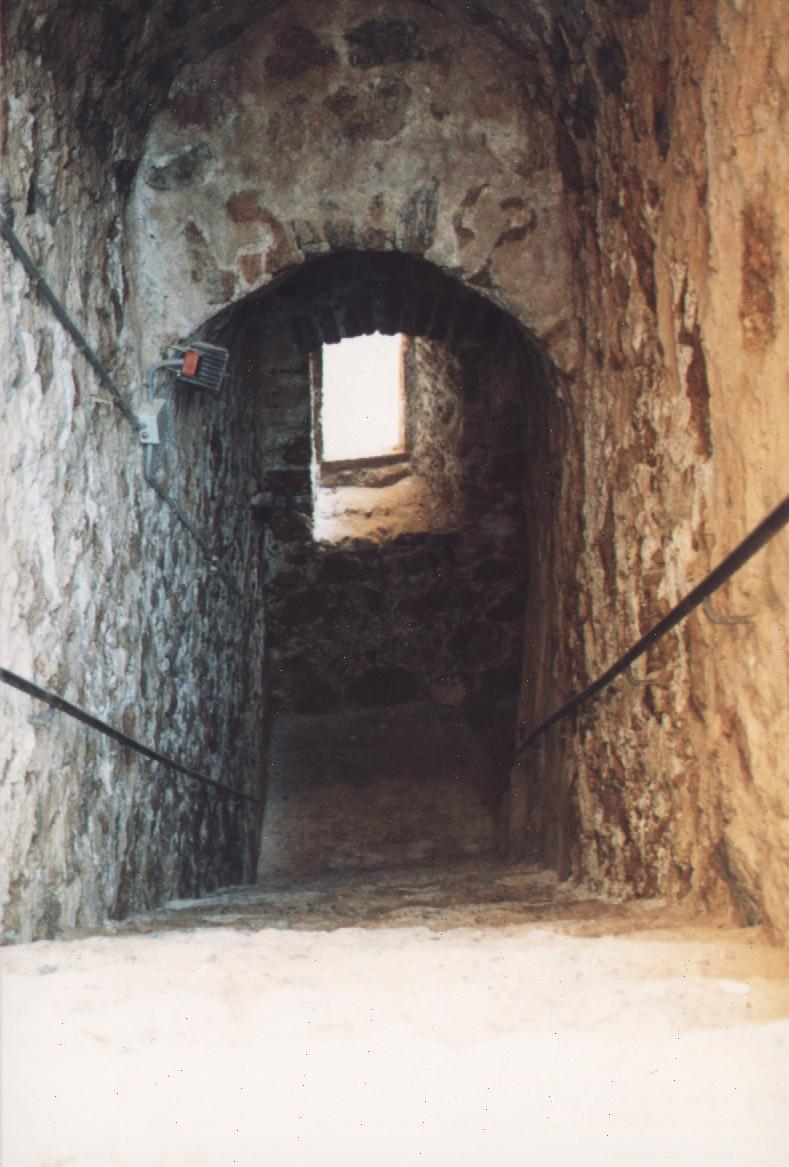